# Reschenscheideckspoorlijn
De Reschenscheideckspoorlijn of Reschenscheideckbahn was een geplande spoorlijn over de Reschenpas van Landeck (Oostenrijk) naar Mals in Zuid-Tirol, tegenwoordig Italië. De bouw van de spoorlijn werd in het Oberinntal gestart, maar de spoorlijn is, als gevolg van de Eerste Wereldoorlog en de uitvoering van het Verdrag van Saint-Germain, met de splitsing van Noord- en Zuid-Tirol, nooit gerealiseerd.

## Plannen

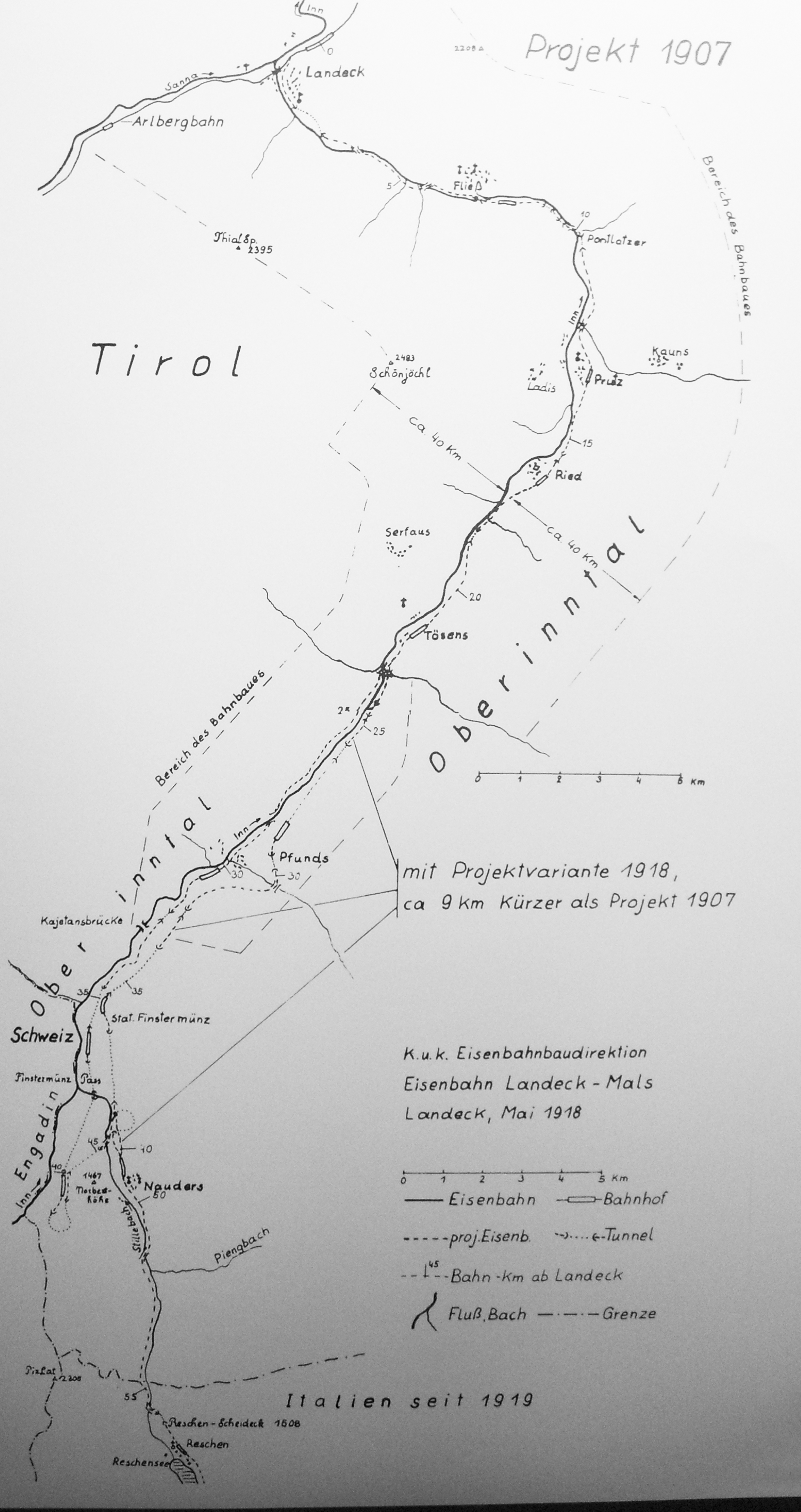
Plannen uit 1907 met varianten uit 1918

Tussen 1858 (Innsbruck-Kufstein) en 1884 (Arlbergspoorlijn) werd noordelijk Tirol verbonden met het spoorwegnet. Hierna concentreerde de Oostenrijks-Hongaarse spoorwegen zich op zuidelijk Tirol (de Vintzgouwspoorlijn tussen Merano en Mals in 1906) en de Mittenwald- of Karwendelspoorlijn in 1913. Het idee voor een spoorlijn over de 1.508 meter hoge Reschenpas (of Reschen-scheiding) dook voor het eerst op in 1836 als onderdeel van een grote internationale spoorlijn van de havens van Venetië of Triëst naar Duitsland, Frankrijk of Engeland. Na de bouw van de Brennerspoorlijn in 1867 en de spoorlijn tussen Bolzano en Merano in 1881 werd een eventuele spoorlijn over de Reschenpas alleen nog als regionale verbinding gezien.
Vanaf 1906 was de verbinding tussen Landeck en Mals, in combinatie met een aansluiting op het spoorwegnet van Zwitserland het einddoel. Bij de bouw van de spoorlijn Merono-Mals werd het station van Mals reeds buiten het dorp gebouwd, zodat het tracé doorgetrokken zou kunnen worden. In 1909 lagen drie varianten van de spoorlijn op tafel. Gebouwd werd, grotendeels uit militaire overwegingen, in de eindfase van de oorlog, tussen april en november 1918. Hierbij werd met ongeveer 5.000 arbeiders 20% van het traject tussen Landeck en Tösens voltooid. Hiervan zijn tegenwoordig nog tunnels te vinden in Landeck. Zoals gezegd beëindigde de Eerste Wereldoorlog de bouw. Een afgeslankte variant in de vorm van een smalspoorlijn van Landeck naar Scuol met aansluiting op de Rhätische Bahn haalde het eveneens niet.
Pas in 1944, toen het verkeer over de Brennerspoorlijn vanwege luchtaanvallen sterk beïnvloed werd, werd het vergeten project weer uit de kast gehaald. Op enkele plaatsen werd zelfs weer begonnen met de bouw. Toen de geallieerden echter in 1945 Tirol bereikten, werd de bouw opnieuw stilgelegd. In 1955 droeg de ÖBB de grond van de geplande spoorlijn over aan de Oostenrijkse staat, waarna Bundesstraße 180 (Reschenstraße) tussen Landeck en de Reschenpas verbreed kon worden.